# Paul Lambert (Spezialeffektkünstler)
Paul Lambert (geb. vor 1995) ist ein Spezialeffektkünstler. Er gewann mehrfach den Oscar für die besten visuellen Effekte, 2018 für Blade Runner 2049, 2019 für Aufbruch zum Mond, 2022 für Dune und 2025 für Dune: Part Two.

## Leben
Zu Beginn seiner Karriere arbeitete er bei Cinecite, wo er ab 1995 an Filmen wie Lost in Space, Mission: Impossible II und Harry Potter und die Kammer des Schreckens beteiligt war. Anschließend wechselte er zu Digital Domain, wo er an Oblivion arbeitete. Seit 2015 ist er für Double Negative tätig. Zu seinen bekanntesten Filmen gehören Der seltsame Fall des Benjamin Button, Blade Runner 2049 und Aufbruch zum Mond. 
2018 gewann er gemeinsam mit John Nelson, Gerd Nefzer und Richard R. Hoover seinen ersten Oscar für die besten visuellen Effekte für Blade Runner 2049.

## Filmografie (Auswahl)
- 1998: Bube, Dame, König, grAS (Lock, Stock & Two Smoking Barrels)
- 1998: Lost in Space
- 1999: Wing Commander
- 2000: Mission: Impossible II
- 2000: Nur Mut, Jimmy Grimble (There's Only One Jimmy Grimble)
- 2001: Harry Potter und der Stein der Weisen (Harry Potter and the Philosopher’s Stone)
- 2001: Lara Croft: Tomb Raider
- 2002: Harry Potter und die Kammer des Schreckens (Harry Potter and the Chamber of Secrets)
- 2002: Pluto Nash – Im Kampf gegen die Mondmafia (The Adventures of Pluto Nash)
- 2003: Lara Croft Tomb Raider: Die Wiege des Lebens (Lara Croft Tomb Raider: The Cradle of Life)
- 2004: Harry Potter und der Gefangene von Askaban (Harry Potter and the Prisoner of Azkaban)
- 2004: I, Robot
- 2004: The Day After Tomorrow
- 2005: Stealth – Unter dem Radar
- 2007: Pirates of the Caribbean – Am Ende der Welt (Pirates of the Caribbean: At World’s End)
- 2008: Der seltsame Fall des Benjamin Button (The Curious Case of Benjamin Button)
- 2009: G.I. Joe – Geheimauftrag Cobra (G.I. Joe: The Rise of Cobra)
- 2010: Tron: Legacy
- 2011: Verblendung (The Girl with the Dragon Tattoo)
- 2013: Jack and the Giants
- 2013: Oblivion
- 2015: Blackhat
- 2016: The Huntsman & The Ice Queen (The Huntsman: Winter’s War)
- 2017: Blade Runner 2049
- 2018: Aufbruch zum Mond (First Man)
- 2021: Dune
- 2024: Dune: Part Two

## Auszeichnungen
- 2018: Oscar in der Kategorie Beste visuelle Effekte für Blade Runner 2049
- 2018: British Academy Film Award in der Kategorie Beste visuelle Effekte für Blade Runner 2049
- 2019: Oscar in der Kategorie Beste visuelle Effekte für Aufbruch zum Mond
- 2022: Oscar in der Kategorie Beste visuelle Effekte für Dune
- 2025: Oscar in der Kategorie Beste visuelle Effekte für Dune: Part Two[2]